# 야하타촌 (효고현 가코군)
야하타촌(八幡村)은 효고현 가코군에 있던 촌이다. 현재의 가코가와시에 해당한다.